# Katedra mediálních a kulturálních studií a žurnalistiky Filozofické fakulty Univerzity Palackého
Katedra mediálních a kulturálních studií a žurnalistiky Filozofické fakulty Univerzity Palackého (KMKSŽ; do roku 2015 jen Katedra žurnalistiky) je jednou z kateder Filozofické fakulty Univerzity Palackého v Olomouci (FF UP). Nabízí studium bakalářského oboru Žurnalistika, magisterských oborů Žurnalistická studia, Mediální studia a Kulturální studia a doktorský studijní program Mediální a kulturální studia. Katedra byla třetím pracovištěm v ČR, které začalo vyučovat samostatně mediální studia, a vůbec první vysokoškolskou katedrou v celém visegradském prostoru, která otevřela obor Kulturální studia. Je jedinou katedrou v České republice, kde lze samostatně (nebo v dvojoboru) obor Kulturální studia studovat.

## Historie katedry
Na FF UP existoval od roku 1993 studijní obor Žurnalistika, který měl formu dvouletého rozšiřujícího studia. Tento studijní obor se transformoval v Katedru žurnalistiky jako samostatné pracoviště v roce 1995 především zásluhou bohemisty Jaroslava Bartoška. Katedra začala zajišťovala a systematicky rozvíjet bakalářské vzdělání v oboru Žurnalistika nejprve v kombinované (dálkové), poté i prezenční (denní) formě. Po nástupu nového vedení v čele s Petrem Orságem se vedle prezenčního bakalářského studia oboru Žurnalistika (realizovaného již jen v prezenční formě) od roku 2007 realizuje i teoreticko-analytický magisterský studijní obor Mediální studia, která lze studovat samostatně nebo s jednou ze tří specializací na kulturální, komunikační nebo žurnalistická studia. Od roku 2014 KMKSŽ nabízí i doktorský studijní program Mediální a kulturální studia.
Z původních prostor bývalé kanovnické rezidence a pozdější normalizační vojenské katedry ve Wurmově ulici, se katedra z důvodu navrácení budovy Arcibiskupství Olomouckému přestěhovala do budovy FF UP v Křížkovského 14, aby byla v roce 2015 přestěhována do budovy na třídě Svobody 26 (kterou opustila Přírodovědecká fakulta UP do nově postavené budovy). V roce 2018 byla katedra z důvodu rekonstrukce budovy znovu přestěhována do budovy na třídě Svobody 8. Po dva roky trvající rekonstrukci se však do původních prostor nevrátila a byla přestěhována do nově zrekonstruovaných hlavních prostor Filozofické fakulty Křížkovského 14.

## Vyučované obory a jejich charakteristika
KMKSŽ nyní nabízí studium pouze v prezenční (tedy denní) formě, a to jak jednooborově, tak ve dvojoboru s jiným oborem v rámci FF UP, případně celé Univerzity Palackého. Je zde možné studovat prakticky orientovaný bakalářský obor Žurnalistika, dále navazující magisterské teoreticko-analytické obory Mediální studia a Kulturální studia (jediná v ČR). Postgraduální úroveň nabízí možnost studia, výzkumu a bádání v oblasti Mediálních a kulturálních studií. 

### Žurnalistika
Bakalářskou žurnalistiku na KMKSŽ je možné studovat jak jednooborově, tak v kombinaci s jiným oborem FF UP. Studium je koncipováno jako strukturovaný celek, který poskytuje základní vědomostní rámec, obecné i specializované žurnalistické kompetence a umožňuje rozvoj a posilování praktických dovedností. Toto je zajištěno vzájemnou provázaností ve třech rovinách:
1. široký všeobecný vědomostní základ odpovídající vzdělání univerzitního typu a zahrnující nejen společenskovědní a humanitní disciplíny (sociologie, politologie, historie, právo apod.) a akcentující i aktuální problematiku (EU, politický systém ČR, environmentalismus, apod.)
2. obecná žurnalistická kompetence (zpravodajství, publicistika) a žurnalistická tematická specializace (politická, kulturní, sportovní aj.), podpořená kurzy uvádějícími do daných problematik (politologie, ekonomie, přírodní vědy, estetika a uměnověda, zdravotnictví, sport).
3. profesní žurnalistické kompetence (fotožurnalistika, televizní a rozhlasová, online žurnalistika apod.)

Žurnalistickou tematickou specializací (na kulturní, politickou, ekonomickou, sportovní ad. žurnalistiku), která probíhá od čtvrtého semestru, je studium na KMKSŽ FF UP odlišné od studia žurnalistiky na jiných školách. Koncepce studia také reflektuje dynamický rozvoj techniky a technologií (především digitalizaci mediálního prostředí), a to jak přímo – důrazem na seznamování se s povahou a principy nových ICT, tak nepřímo – prostřednictvím implementace e-learningových metod a forem výuky. Současně reaguje i na proměnu požadavků na pracovníky médií (zejm. kumulace tradičních profesí – „píšící“ novinář dnes musí často zajistit i fotomateriál z jím pokrývané události, „digitalizovaný videožurnalista“ musí umět příspěvek připravit i natočit a sestříhat apod.).

### Mediální studia
Mediální studia na KMKSŽ (magisterská prezenční) jsou koncipována po vzoru anglo-amerických Media Studies, tak jak jsou standardně v ČR vyučována. Zvláštní důraz je v rámci studia na FF UP kladen na analýzu médií, a to jak zpravodajských, tak fikčních obsahů tzv. starých i nových médií. Za tímto účelem studující absolvují tři semestry sociologické výzkumné metogologie včetně analýzy komunikace a obsahů (diskursu). Jelikož žijeme ve společnosti, kde jsou média a mediální technologie prakticky všudypřítomné, jsou mediální studia velice aktuálním a rychle se rozvíjejícím oborem. Jejich hlavní charakteristikou je interdisciplinarita, jež umožňuje získat nové a rozmanité poznatky, prohlubovat dosavadní znalosti a lépe porozumět principům fungování médií  současné společnosti pozdní modernity. Obor seznamuje s tím, jak důležitou roli ve vývoji kultury a společnosti média hrála, jaké postavení v dnešní době zaujímají a jak se proměňují, jestli a nakolik působí na samotné jedince nebo jaký vliv mají na společnost. Zároveň připravuje studenty na budoucí praxi a nabízí jim studijní stáže v partnerských institucích (např. v České televizi, týdeníku A2 nebo agentuře Media Tenor). Základní kurzy se zaměřují na ucelený kontext vědění z oblasti mediálních studií dle světových parametrů. Volitelné kurzy jsou orientovány na soustavnější a hlubší studium v jedné či více specifických oblastech zájmu a výzkumu mediálních studií. Vedle kurzů, které jsou věnovány základním problémům teorie mediální komunikace a možnostem její analýzy (kvantitativní a kvalitativní metody výzkumu), je možné si volit semináře a přednášky na témata jako: chování publik, jazyk v médiích, audiovize, nová média a kyberkultura, populární kultura (Comics nebo TV studies), genderové aspekty médií, mediální výchova a pedagogika, historické proměny médií v ČR i v zahraničí, aktuální otázky médií apod.

### Kulturální studia
Magisterské (prezenční) studium kulturálních studií na KMKSŽ studií bylo svou akreditací v roce 2011 prvním studijním programem svého druhu, které přinášelo možnost studovat tento obor nejen na území České republiky, ale vlastně v celé oblasti zemí Visegradské čtyřky. Olomoucký studijní program se snaží čerpat jak z anglofonní, tak z německé tradice, nezapomíná přitom ani na domácí tradice humanitních a sociálních věd. Studium má důsledně interdisciplinární charakter s důrazem na teorii a analýzu kultury v široce multiparadigmatickém rámci.
Kulturální studia se na rozdíl od příbuzných vědních oborů zabývajících se kulturou (kulturologie, sociologie kultury, kulturní antropologie apod.) primárně zaměřují na postindustriální společnosti, jejich hlavními tématy jsou identita a mocenské vztahy, přičemž terminologickými pilíři oboru jsou pojmy jako hegemonie, ideologie, heteronormativita, subkultury, kmeny, dělnická třída apod. Kulturální studia věnují značnou pozornost také příjmu mediálních sdělení, pročež jsou pro ně podstatná další témata, jako publikum, reprezentace, obraz menšin apod. Olomoucká kulturální studia poskytují svým studentům a studentkám originální a specializované předměty zaměřující se na studium populární kultury, komiksu či fanouškovských studií. Možnost zabývat se fanouškovskými studii je pak v České republice opět ojedinělá.
V rámci kulturálních studií neexistuje fixní sada metod, kterou by užívala, naopak je běžné, že se aplikují metodologie nejrůznějších oborů (lingvistika, literární věda, sociologie, politologie, ekonomie a další) a že se vytváří specifické výzkumné aparáty sloužící ke konkrétním specializovaným výzkumům.

## Vědecká činnost
Vědecká činnost KMKSŽ je velice různorodá a vyplývá z odborných zájmů jednotlivých pracovníků a pracovnic, doktorandek a doktorandů. Přesto hlavním zájmem činnosti je rozvoj mediálních a kulturálních studií coby oborů. Z tohoto důvodu při Katedře mediálních a kulturálních studií a žurnalistiky FF UP vzniklo:

### Centrum kulturálních, mediálních a komunikačních studií FF UP
Centrum kulturálních, mediálních a komunikačních studií (CKMKS) bylo založeno jako platforma sdružující badatelské aktivity pracovníků a pracovnic různých kateder FF UP a dalších pracovišť z ČR i SR, kteří se pedagogicky podílejí na realizaci studijních programů oborů Kulturální studia, Mediální studia a Komunikační studia.  Posláním CKMKS je zastřešit společné výzkumné aktivity lidí, kteří institucionálně spadají pod různá pracoviště, ale pojí je výzkumné zájmy v oblasti tří titulních, obvykle úzce provázaných oborů. Náplní činnosti CKMKS je teoretická reflexe a analýza vybraných témat a fenoménů spadajících do rámce uvedených oborů, vydávání oborově relevantních publikací (viz níže knižní edici K-M-K) a realizaci či spolupráce na výzkumných projektech.

### Centrum pro studia komiksu
Druhým výzkumným centrem zabývajícím se specificky na téma komiksu je Centrum pro studia komiksu (CSK). To bylo založeno v roce 2013 na základě dohody mezi Ústavem pro českou literaturu AV ČR, v.v.i., a Filozofickou fakultou Univerzity Palackého v Olomouci s cílem společně badatelsky rozvíjet soudobá studia komiksu, tj. rozvíjet a kultivovat české odborné myšlení o komiksu a být sdílenou komunikační platformou pro výměnu informací, materiálů a poznatků napříč oběma institucemi i individuálními badateli. Komiksová studia se pokusila zmapovat iniciující publikace Studia komiksu: možnosti a perspektivy (2012, Univerzita Palackého v Olomouci). Nejvýznamnějšími publikacemi CSK jsou pak historická publikace Dějiny československého komiksu 20. století (2014, Akropolis) a první domácí teoretická publikace V panelech a bublinách. Kapitoly z teorie komiksu (2015, Akropolis). Publikací z roku 2016 je “prequel” předchozích Dějin s názvem Před komiksem. Formování domácího obrázkového seriálu ve 2. polovině XIX. století (2016, Akropolis). Hlavními badateli v oblasti komiksu na půdě katedry jsou Martin Foret a Tomáš Prokůpek.   
Mezi další specifičtější oblasti zájmu pracovníků a pracovnic katedry patří zájem o mediální reprezentace specifických sociálních skupiny (senioři, Romové, genderové a sexuální “menšiny” apod.) V této oblasti bádá především Renáta Sedláková, jež je autorkou či spoluautorkou (s Lucií Vidovićovou) několika textů a kapitol o zobrazování seniorů a seniorek v českých médiích (např. “Media and old age - agenda and research in the Czech Republic,“ in Schorb, Hartung, Rießmann ed. Medien und höheres Lebensalter. 2009, VS Verlag für Sozialwissenschaften). Jejím tématem zájmu jsou i reprezentace Romů. Spolu s Markem Lapčíkem a Zdenkou Burešovou připravili pro Český rozhlas analýzu tématu migrace (z islámských zemí) v pořadech ČRo (v roce 2015). Tématu reprezentace genderu a tzv. sexuálních menšin se věnuje Zdeněk Sloboda, např. v textu “Od deviantů k učitelům: neheterosexuální maskulinity v současných českých seriálech”. (2016, Gender, rovné příležitosti, výzkum). Tomuto tématu (neheterosexuálním postavám v zahraniční seriálové tvorbě) se také věnuje kniha “Boření mýtů: k současné neheterornomativní televizní seriálové produkci” Ivety Jansové (s Janou Jedličkovou a Evou Chlumskou; 2015, VUP). Tato publikace se rovněž dotýká oblasti fanouškovských studií, jež se vedle studií komiksu poměrně ojediněle na katedře rozvíjí. Vedle několika diplomových prací vzniklých na katedře mapují tuto oblast odborné články Ivety Jansové. (“Rizzles – fenomén femslash ve svém několikerém podobenství”, 2014, Equlibria, Košice; “Zpochybňování heteronormativní ideologie ve femslash fanouškovských pracích a jeho dopad na původní mediální obsahy”, 2016, Brno IMS.) 
Mediální pedagogiku a teorii mediální výchovy a gramotnosti na katedře od roku 2011 rozvíjí Zdeněk Sloboda, který před již tím ve spoluautorství publikoval knihu (složenou z teoretické části i části praktické, pro vyučující) “Mediální tvorba v kontextu vzdělávání” (2011, Barrister & Principal). V rámci katederní knižní edice Kultura-Média-Komunikace (viz níže) vznikla pro účely rozvoje teorie mediální pedagogiky (výchovy a gramotnosti) svébytná podedice “Paedagogia Mediorum” (lat. mediální pedagogika). Zdeněk Sloboda s týmem studentů a studentek řešil v letech 2014 a 2015 výzkumný grant “Děti, rodiče a nová média”, v rámci nějž byla zkoumána socializační dynamika v rodinách (mezi dětmi a rodiči) ve vztahu k novým médiím (mobily, tablety, počítače, herní konzole). V roce 2016 se stal členem katedry doc. Daniel Bína, jenž rozvíjel mediální pedagogiku a mediální výchovu na svém předchozím působišti (Katedře českého jazyka a literatury, Pedagogické fakulty Jihočeské univerzity v Českých Budějovicích).
Interní grant Univerzity Palackého také umožnil (2015 - 2017) týmu z KMKSŽ (vedeného Petrou Chvojkovou) podílet se na mezinárodním výzkumu neverbálních gest, a dále rozvíjet oblast studia interpersonální komunikace a sémiotiky.

## Publikační činnost
V rámci edice Kultura-Média-Komunikace Monographica vyšlo několik knih. Televizní zpravodajství zkoumal Marek Lapčík s publikacemi: “Televizní zpravodajství jako paradox jak (ne)rozumět zpravodajství I.” (2012, VUP), “Televizní zpravodajství jako paradox II.” (2014, VUP). Stanislav Hubík se zabývá vztahem jazyka, filosofie a médií ve svém dvojsvazku s názvem “Filosofie o slovech o slovech o slovech” (obě 2012, VUP) a technologicko-deterministickým (především Viriliovým) pohledem na současná nová média a jejich hlavní charakteristiku - rychlost, ve své knize “Média a rychlost” (2013, VUP)
Pro potřeby rozvoje mediální pedagogiky (jež není v Česku coby obor či specifická oblast systematicky rozvíjena) vznikla knižní edice K-M-K Paedagogia Mediorum v rámci níž vyšla knížka Zdeňka Slobody “Mediální výchova v rodině: postoje, nástroje, výzvy” (2013, VUP, Olomouc). V 2016 a 2017 vyjdou knihy “Pojmosloví mediální pedagogiky (výchovy, didaktiky a gramotnosti)” od kolektivu autorů představující základní pojmy a oblasti mediální pedagogiky a “Nová mediální výchova v rodině”, jež přinese poznatky z výzkumu dynamiky dětí, rodičů a nových médií. (Obě ve Vydavatelství FF UP.)
Historie médií a exilová média jsou specializací vedoucího katedry Petra Orsága, který vydal např. knížky: “Dějiny českých médií 20. století” (ve spoluautorství; 2010, Portál) či “Mezi realitou, propagandou a mýty. Československá exilová média v západní Evropě v letech 1968–1989” (2016, Nakladatelství LN).
Oblasti výzkumu médií v České republice se věnuje kniha Renáty Sedlákové “Výzkum médií. Nejužívanější metody a techniky” (2014, Grada). Další její publikace se zabývá konzumní kulturou – “New perspectives on consumer culture theory and research” (2012, CSP).
Vedle odborné produkce se především studující a absolventi a absolventky katedry podílejí na produkci zpravodajské a publicistické. Ve spolupráci s katedrou je realizovaný časopis Helena v krabici, studentské rádio UP air a televize UPTV. KMKSŽ realizuje tři webové projekty: PRES, kde jsou publikovány práce studujících, a oborově–popularizační portály Mediator1 (pro žurnalistiku) a MedKult (pro mediální a kulturální studia), které mají i své facebookové verze.

## Vybrané osobnosti katedry

### Vedoucí katedry
- Doc. PhDr. Jaroslav Bartošek, CSc. (1995–2001)
- PhDr. Jaroslava Honová (2001–2007)
- Doc. PhDr. Petr Orság, Ph.D. (2007 – současnost)

### Vyučující, výzkumní pracovníci, doktorandi
- Stanislav Hubík – sociolog a filosof, specializace na dějiny filosofie jazyka a jejich současné aplikace v teoriích komunikace a médií.
- Peter Valček – dlouholetá novinářská, literární, rozhlasová a televizní praxe, odborná specializace na epistemologii komunikace.
- Petr Orság – dějiny českých a světových médií, specializace na dějiny československých exilových médií, současná žurnalistika. Dříve dlouholetá novinářská praxe.
- Viktor Jílek – bohemista, čeština v novinářské praxi, teorie novinářských žánrů, analýza užívání různých jazykových prostředků v novinářské praxi.
- Marek Lapčík (na katedře působil do roku 2019) – tematika analýzy mediálních sdělení (v jejím rámci: možnosti a limity využití diskursivní analýzy a konceptualizace zpravodajství jako specifického typu kulturního diskursu), povaha mediálních systémů v kontextu rozvoje nových ICT.
- Martin Foret – problematika vizuální komunikace, sémiotika obrazu, vztah obrazu a textu v sémioticky heterogenních komunikátech, dějiny a teorie komiksu.
- Renáta Sedláková (na katedře působila do roku 2019) – problematika působení médií ve společnosti pozdní modernity a mediální a konzumentské chování současné české populace v kontextu populární kultury, metodologie výzkumu médií, analýza mediální konstrukce reality především vzhledem k menšinovým sociálním skupinám.
- Daniel Bína (na katedře působí od 2015) – literární teorie, estetika, mediální gramotnost a mediální výchova.
- Zdeněk Sloboda (na katedře působí od 2011) – mediální pedagogika a gramotnost a kvalitativní metody výzkumu médií. genderová a queer studia.
- Petra Foretová – teorie komunikace, problematika interkulturní komunikace a aplikace teorie textu a intertextuality na problematiku hypertextu.
- Karel Páral – politolog, současná žurnalistika (dříve dlouholetý novinář), vedoucí žurnalistických praxí.
- Věra Bartalosová – historie médií, praktická žurnalistika, obsahové analýzy médií
  - Bývalí významní členové katedry:
  - Doc. PhDr. Jaroslav Bartošek, CSc. (1933 – 24. 3. 2013) – zakladatel katedry, lingvista a bohemista, redaktor a publicista.
  - Doc. PhDr. Peter Valček, Ph.D. (1955–2019) – dlouholetá novinářská, literární, rozhlasová a televizní praxe, odborná specializace na epistemologii komunikace.
  - František Valouch (1935–2017; na katedře 1999–2009) – literární teoretik a kritik, publicista a básník.

### Absolventi
Mezi absolventy Katedry mediálních a kulturálních studií a žurnalistiky najdeme řadu jmen známých osobností. Uplatňují se jako novináři, mediální analytici, manažeři i jako pracovníci PR.
- Vojtěch Blažek – reportér Seznamu (dříve Hospodářské noviny).
- Ondřej Dluhí – vedoucí příloh Deníků střední Moravy.
- Michal Poláček – exeditor a redaktor MF Dnes a iDnes.cz.
- Michal Fila – vedoucí redaktor zpravodajství České televize, Televizní studio Brno.
- Monika Fleischmannová – redaktorka České televize.
- Pavel Galík – manažer vývoje TS v České televizi.
- Jana Sotonová – reportérka České televize.
- Tomáš Gottwald – vedoucí redakce Rádia Haná.[22]
- Michaela Hečková – vedoucí projektu Piána na ulici, projektantka oživování a kultivování veřejného prostoru.
- Hana Hikelová – ředitelka PR komunikace (dříve ředitelka zpravodajských stanic Českého rozhlasu).
- Lukáš Horák – redaktor České televize.
- Petr Kotrla – dramaturg a scenárista České televize.
- Zuzana Kozáková Glacová – ex-redaktorka České televize.
- David Král – redaktor Regionální televize.
- Tomáš Krejčiřík – ex-zástupce šéfredaktora Olomouckého deníku.
- Vít Kubant – redaktor Českého rozhlasu – iROZHLAS
- Martin Laštůvka – redaktor České televize, redakce zpravodajství – Olomouc.
- Štěpánka Martanová – reportérka České televize.
- Renata Myslíková – redaktorka České televize.
- Martina Nášelová – moderátorka Ranních televizních novin, pořadu Koření a reportérka zahraniční redakce TV Nova.
- Kamila Navrátilová – tisková mluvčí Olomouckého kraje.
- Jana Nováková – scenáristka a dramaturgyně České televize.
- Jana Petrová (Lejpová) – externí zprávařka Českého rozhlasu Radiožurnál.
- Luboš Rosí – vedoucí redaktor Redakce plánování a analýz České televize.
- Štěpán Sedláček – hlavní analytik Media Tenor ČR.
- Jan Smetana – sportovní redaktor České televize.
- Michal Sobecký – redaktor Prostějovského deníku.
- Jitka Szászová – reportérka České televize.
- Denisa Špetlová – dokumentaristka.
- Petr Šťáhlavský – mluvčí Českých drah.
- Marie Vladyková – redaktorka Seznam Zpráv.
- Filip Zajíček – editor Deníku N, bývalý šéfredaktor The Student Times.
- Petr Zettner – bývalý šéfredaktor Rádia Junior Českého rozhlasu.
- Jakub Železný – moderátor, redaktor zpravodajství a politické publicistiky České televize.
- Jan Žabka – redaktor serveru Hlídací pes.org